# Artemotil
Artemotil (INN; también conocido como β-arteether), es un esquizonticida de acción rápida en la sangre, específicamente indicado para el tratamiento de cloroquina-resistentes de Plasmodium falciparum en casos de malaria y malaria cerebral. Es un derivado semi-sintético de la artemisinina, un producto natural de la planta china Artemisia annua. Está actualmente siendo utilizado como un medicamento de segunda línea en los casos graves de malaria.